# Canon EOS 7D
La Canon EOS 7D Mark és una càmera rèflex digital APS-C fabricada per Canon. Aquesta, va ser anunciada l'1 de setembre de 2009 amb un preu de venta suggerit de 1.700 dòlars només cos o 1.900 amb l'objectiu EF 28-135mm f/3.5-5.6 IS USM.
Aquest model va ser substituit el 2014 per la Canon EOS 7D Mark II.
Aquesta gamma de càmeres rèflex, és l'única anomenada amb un sol dígit que incorpora un sensor d'imatge APS-C.
Aquesta, va guanyar el premi com a la millor càmera rèflex avançada el 2010-2011 i els premis a la millor DSLR per experts de la Technical Image Press Association.

## Característiques
Les seves característiques més destacades són:
- Sensor d'imatge CMOS de 18 megapíxels
- Processador d'imatge Dual DIGIC 4
- 19 punts d'autoenfocament en creu
- Disparo continu de 8 fotogrames per segon
- Sensibilitat ISO 100 - 6.400 (ampliable fins a H1: 12.800)
- Gravació de vídeo: Full HD 1080p fins a 25/30 fps i en HD 720p fins a 50/60 fps
- Pantalla LCD de 3,0" de 920.000 píxels
- Bateria LP-E6N
- Entrada de Jack de 3,5mm per a micròfons externs o gravadores
- Protecció contra esquitxades i pols
- Transmissor Speedlite de flaix integrat

## Actualitzacions
El 6 d'agost de 2012, es va llançar el nou firmware v2.0 amb les següents millores:
- Ràfega màxima millorada per a imatges en RAW (fins a 25)
- Edició d'imatges en RAW des de la càmera
- Classificació d'imatge des de la càmera
- Canvi de mida dels arxius JPEG des de la càmera
- Configuració de la màxima ISO en mode automàtic (ISO 400-6400)
- Ajust manual del nivell d'àudio en la gravació de vídeo
- Suport per a la unitat GPS de Canon (GP-E2)
- Personalització del nom del fitxer
- Configuració de la zona horària
- Desplaçament més ràpid de les imatges ampliades
- Pantalla de control ràpid durant la reproducció

El 12 de setembre de 2012, Canon va presentar l'actualització del microprogramari v2.0.3 amb els següents canvis:
- Es soluciona un fenomen en què la càmera deixa de funcionar quan la configuració d'apagada automàtica entra en vigor
- Soluciona un fenomen en què el nombre màxim d'imatges que es poden capturar en una ràfega pot ser inferior al nombre real que es mostra al visor
- Correccions d'alguns errors en el missatge que es mostra en desar imatges en RAW desenvolupades a la càmera

El 2 de desembre de 2013, Canon va presentar l'actualització del microprogramari v2.0.5 amb els següents canvis:
- Soluciona un fenomen en què els fitxers d'imatge no es poden transferir mitjançant el protocol FTP mitjançant un cable USB després que la càmera hagi establert una connexió sense fil al transmissor de fitxers WFT-E5A.

El 13 de desembre de 2016, Canon va presentar l'actualització del microprogramari v2.0.6 amb els següents canvis:
- Corregeix un fenomen en què quan s'utilitza la càmera amb l'objectiu EF-S 18-135 mm f/3,5-5,6 IS USM o l'EF 70-300 mm f/4-5,6 IS II USM, fins i tot si la correcció de l'aberració de la lent està configurada a "Habilita", no s'aplicava la correcció.

## Vídeo
La Canon 7D ofereix la possibilitat de gravar àudio des d'una font externa. Tant l'obturador com l'obertura estan disponibles per al control manual, i també incorpora múltiples opcions de velocitat de fotogrames, incloses tres que coincideixen amb les especificacions de temps de la televisió HD. Els clips de vídeo separats que captura la Canon 7D estan limitats a dotze minuts en els modes d'alta definició 1080p i 720p, o 24 minuts en el mode VGA de definició estàndard, sempre depenent de la targeta Compact Flash que s'utilitzi (el màxim que accepta són 128Gb).
Els cineastes independents solen utilitzar la Canon 7D com una alternativa assequible a les càmeres de cinema digitals. La càmera es va utilitzar als següents llargmetratges: Stanley Ka Dabba, Vazhakku Enn 18/9, Tiny Furnitures i The Avengers. També s'ha utilitzat a la televisió a la seqüència d'obertura de la temporada del 2009 de Saturday Night Live.
Tiny Furnitu també es va gravar amb aquesta càmera.D.

## Inclòs a la caixa
- Càmera EOS 7D Mark[16]
- Bateria LP-E6
- Carregador de bateria LC-E6
- Corretja EW-EOS7D
- Ocular EG
- Cable d'interfície IFC-200U
- Cable de vídeo RCA AVC-DC400ST
- CD de software: EOS Digital Solution i d'instruccions

## Accessoris compatibles
- Tots els objectius amb muntura EF / EF-S
- Flaixos amb muntura Canon
- Targetes de memoria Compact Flash
- Micròfons amb entrada de Jack 3,5 mm
- Cable mini HDMI